# 멕시코 만류

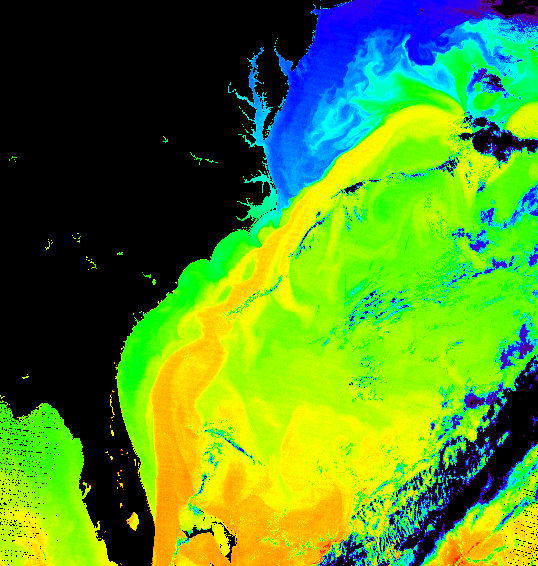
노랑과 주황으로 표시된 곳이 멕시코 만류이다.

멕시코 만류는 대서양의 해류로 북대서양 환류의 일부이다. 영어로는 '걸프 스트림(Gulf stream)'이라고 한다. 북대서양 해류와 함께 세계 최대의 해류이다. 멕시코만에서 플로리다 해협으로 빠져나온 해류는 미국과 뉴펀들랜드섬의 동쪽 해안을 따라 흐른다.
서경 30°, 북위 40° 인근에서 멕시코 만류는 두 개의 흐름으로 나뉜다. 북쪽의 북대서양 해류는 영국, 아일랜드, 아이슬란드, 스칸디나비아반도, 네덜란드, 독일 북부 등 유럽으로 흐른다. 서유럽이 같은 위도의 다른 곳에 비해 따뜻한 것은 이 해류 때문이다. 남쪽의 해류는 아프리카 해안을 따라 흐르는 카나리아 해류이다.

## 역사
멕시코 만류에 대한 연구의 역사는 쿠로시오 해류보다 훨씬 오래되어 해양학이 학문적 체계를 정비하기 이전부터이다. 당시 미시시피강이 바다로 유입되어 생긴 것이라고 생각하기도 했으나 그 후 해류와 육상의 강의 유량을 조사해본 결과 이러한 학설이 무의미하다는 것을 알게 되었다. 멕시코만류의 유량은 매초 7,400-9,300만t에 이르러 세계 최대의 해류임이 밝혀졌기 때문이다. 북대서양과 북태평양의 해류의 형태는 매우 비슷하며, 쿠로시오해류는 그대로 멕시코해류에 적용된다. 커다란 차이점이 있다면 북대서양이 북극해에 직결되어 있기 때문에 만류의 상당 부분은 북극해로 돌입하고 있다는 것이다. 만류는 그 기원이 되는 열대해역에서 수분이 증발하기 때문에 염분이 높다. 북극해로 돌입한 끝부분은 가는 도중 좌우의 냉수와 섞여 북극해 물보다 약간 고온인 정도의 수온으로까지 냉각한다. 그러나 이 만류는 염분이 높기 때문에 밀도가 크고 자신보다 저온인 북극해 물밑으로 들어가 버린다. 따뜻한 만류가 흘러들었는데도 북극해면의 얼음이 녹지 않는 것은 이 때문이라고 할 수 있다. 그린란드 바다 밑으로 들어간 해수는 해저 부근을 서서히 흐르는 심층 순환류의 기원이 된다. 이와 같은 침강 지역은 남극 부근의 웨델해에도 존재하는 것이 밝혀졌다.

### 발견과 항해
멕시코 만류와 북대서양 해류는 1513년 유럽의 탐험가 주앙 폰세 데 레옹에 의해 발견된 이래 카리브해에서 에스파냐로 항해하는데 이용되었다.

## 같이 보기
- 경계류
- 훔볼트 해류
- 북대서양 환류